# Xinan Gaodi
Xinan Gaodi är en platå i Östantarktis. Australien gör anspråk på området. Xinan Gaodi ligger vid sjön Xiaotian Chi.